# Лутьяново (Вологодская область)
Лутьяново — деревня в Вашкинском районе Вологодской области.
Входит в состав Андреевского сельского поселения, с точки зрения административно-территориального деления — в Васильевский сельсовет.
Расстояние до районного центра села Липин Бор по прямой — 24 км. Ближайшие населённые пункты — Ботыгино, Гаврино, Поповка Мунская.

## Население
| 2010 |
| ---- |
| 0    |

По данным переписи в 2002 году постоянного населения не было.